# Liste der Monuments historiques in Dourlers
Die Liste der Monuments historiques in Dourlers führt die Monuments historiques in der französischen Gemeinde Dourlers auf.

## Liste der Bauwerke
| Bezeichnung | Beschreibung   | Standort               | Kennzeichnung | Schutzstatus | Datum | Bild           |
| ----------- | -------------- | ---------------------- | ------------- | ------------ | ----- | -------------- |
| Schloss     | Erbaut ab 1715 | Rue Jean-Decoin (Lage) | PA00107926    | Inscrit      | 1992  | weitere Bilder |

## Liste der Objekte
| Bezeichnung                                                                   | Beschreibung                             | Standort                                           | Kennzeichnung | Schutzstatus | Datum | Bild |
| ----------------------------------------------------------------------------- | ---------------------------------------- | -------------------------------------------------- | ------------- | ------------ | ----- | ---- |
| Gisant: Christus im Grab                                                      | Holz, polychrom gefasst, 19. Jahrhundert | in der Kirche Notre-Dame de l’Immaculée-Conception | PM59004288    | Inscrit      | 1980  |      |
| Grabplatte für A.F. Bady († 1735) und seine Frau Marguerite Rouillon († 1760) | Marmor, 1761                             | in der Kirche Notre-Dame de l’Immaculée-Conception | PM59000483    | Classé       | 1922  |      |
| Skulptur Madonna mit Kind                                                     | Gips, 19. Jahrhundert                    | in der Kirche Notre-Dame de l’Immaculée-Conception | PM59004292    | Inscrit      | 1980  |      |
| Sechs Kerzenständer                                                           | Bronze, 19. Jahrhundert                  | in der Kirche Notre-Dame de l’Immaculée-Conception | PM59004293    | Inscrit      | 1980  |      |
| Zwei Engelskulpturen                                                          | Holz, polychrom gefasst, 19. Jahrhundert | in der Kirche Notre-Dame de l’Immaculée-Conception | PM59004289    | Inscrit      | 1980  |      |
| Kanzel                                                                        | Holz, 1862                               | in der Kirche Notre-Dame de l’Immaculée-Conception | PM59004290    | Inscrit      | 1980  |      |
| Sechs Kerzenständer                                                           | Bronze, 19. Jahrhundert                  | in der Kirche Notre-Dame de l’Immaculée-Conception | PM59004291    | Inscrit      | 1980  |      |
| Altarkreuz                                                                    | Bronze, 19. Jahrhundert                  | in der Kirche Notre-Dame de l’Immaculée-Conception | PM59004294    | Inscrit      | 1980  |      |